# Brenda Fricker
Brenda Fricker (Dublin, 17 februari 1945) is een Ierse actrice. Ze won tijdens de 62ste Oscaruitreiking in 1990 de Academy Award voor Beste Vrouwelijke Bijrol voor haar rol als Mrs. Brown in de film My Left Foot (1989).

## Biografie

### Vroege jaren
Fricker werd geboren in Dublin  als de dochter van een journalist. In haar jeugd wilde ze graag haar ouders achterna in de journalistiek. Op 19-jarige leeftijd was ze de assistent van een redacteur van The Irish Times, met de intentie om verslaggever te worden. Ze kwam echter bij het acteren terecht, nadat ze lange tijd op het Ierse toneel was te zien.

### Carrière
Fricker begon haar filmcarrière met een kleine, onvermelde rol in de film Of Human Bondage (1964), gebaseerd op de gelijknamige roman van William Somerset Maugham uit 1915. Ze had daarna nog enkele kleine rollen in televisieseries en films, totdat ze bij het grotere publiek bekend werd als Megan Roach in de dramaserie Casualty, een rol die ze van 1986 tot 1990 speelde. In 1990 won ze de Academy Award voor Beste Vrouwelijke Bijrol voor haar rol als de moeder van Christy Brown (Daniel Day-Lewis) in de film My Left Foot (1989). Voor diezelfde rol kreeg ze een Golden Globe-nominatie in dezelfde categorie, die uiteindelijk werd gewonnen door Julia Roberts.
Begin jaren 90 speelde ze in enkele televisieseries en -films, waaronder The Field (1990) en Seekers (1992). Daarna was ze te zien in een aantal succesvolle films: in Home Alone 2: Lost in New York (1992) jaagde ze Kevin (Macaulay Culkin) de stuipen op het lijf als de liefdevolle maar eenzame duivenvrouw; ze was een Schotse immigrant in de film So I Married an Axe Murderer (1993). In 1996 speelde ze in de film A Time to Kill, gebaseerd op de gelijknamige thriller van John Grisham, met acteurs als Matthew McConaughey, Sandra Bullock en Donald en Kiefer Sutherland.
In 2004 speelde ze zuster Eileen in de film Inside I'm Dancing. In 2007 keerde ze terug in Casualty voor een eenmalig optreden in een van de afleveringen. Fricker was in 2008 te zien zijn in de komische avonturenfilm Stone of Destiny en in Crossmaglen.

### Privéleven
Fricker was getrouwd met regisseur Barry Davies, tot aan zijn dood in 1990.

## Filmografie
- 1964 - Of Human Bondage (niet vermeld)
- 1986 - Casualty - Megan Roach (1986-1990)
- 1989 - My Left Foot - Mrs. Brown
- 1990 - The Field - Maggie McCabe
- 1992 - Seekers - Stella Hazard
- 1992 - Home Alone 2: Lost in New York - Duivenvrouw
- 1993 - So I Married an Axe Murderer - May Mackenzie
- 1996 - A Time to Kill - Ethel Twitty
- 1998 - Painted Angels - Annie Ryan
- 2001 - The War Bride - Betty
- 2004 - Inside I'm Dancing - Eileen
- 2004 - Razor Fish - Molly
- 2007 - Closing the Ring - Grootmoeder Reilly
- 2008 - Stone of Destiny
- 2008 - Crossmaglen - Tante Kathleen
- 2010 - Locked In - Joan